# Bolax foveolata
Bolax foveolata är en skalbaggsart som beskrevs av Blanchard 1851. Bolax foveolata ingår i släktet Bolax och familjen Rutelidae. Inga underarter finns listade.